# Arthur Cronquist
Arthur John Cronquist (1919–1992) là một nhà thực vật học người Mỹ và là chuyên gia về họ Cúc. Ông được cho là một trong số những nhà thực vật học có ảnh hưởng nhất trong thế kỷ 20, chủ yếu là do sự tạo ra hệ thống Cronquist. Hai chi thực vật trong họ Cúc được đặt theo tên ông để ghi nhận công lao của ông trong lĩnh vực này. Chúng là Cronquistia, một từ đồng nghĩa của Carphochaete, và Cronquistianthus, một chi đôi khi được gộp trong phạm vi chi Eupatorium. Tên gọi thứ nhất do R.M. King đặt ra còn tên gọi thứ hai do ông và Harold E. Robinson đặt ra.

## Cuộc đời
Arthur Cronquist sinh ngày 19 tháng 3 năm 1919 tại San Jose, California, nhưng sống tại Portland, Oregon cũng như tại Pocatello, Idaho. Cha mẹ ông li dị khi ông còn nhỏ và ông cùng chị gái được mẹ mang theo, khi đó đang làm việc cho Union Pacific Railroad tại Pocatello. Khi còn nhỏ ông là thành viên giàu ham muốn của Hội Nam Hướng đạo Mỹ, thông qua đó ông thu nhận các kiến thức ở ngoài trường lớp. Cronquist đã thực hiện tiểu luận sinh viên của mình tại chi nhánh phía nam của Đại học Idaho (hiện nay là Đại học bang Idaho). Ông nghiên cứu thực vật thực địa dưới sự hướng dẫn của Ray J. Davis, người đã biên soạn Flora of Idaho (Quần thực vật Idaho) vào khoảng thời gian đó. Sau khi nhận học vị cử nhân năm 1938, ông tiếp tục học lấy bằng thạc sĩ tại Đại học bang Utah năm 1940 và làm việc dưới sự hướng dẫn của Bassett Maguire. Trong cùng năm ông cưới Mabel Allred, người vợ đã sống cùng ông cho tới tận khi ông mất. Họ có hai con và yêu thích mèo.
Do một tai nạn lúc còn nhỏ, tay phải của Cronquist bị liệt một phần, vì thế ông đã bị loại không cho phục vụ trong quân đội trong thời gian diễn ra Chiến tranh thế giới thứ hai. Ông bắt đầu làm luận án tiến sĩ tại Đại học Minnesota dưới sự hướng dẫn của Carl Otto Rosendahl và bảo vệ thành công luận văn tiến sĩ năm 1944. Luận văn của ông là về việc sửa đổi chi Erigeron. Năm 1943, khi vẫn còn đang viết luận án tiến sĩ, ông đã nhận được đề nghị làm việc ở Vườn thực vật New York về họ Cúc (Asteraceae) cho "The New Britton & Brown Illustrated Flora" khi đó đang được Henry A. Gleason soạn thảo. Từ 1946 tới 1948 ông giảng dạy tại Đại học Georgia, tiếp theo là 3 năm giảng dạy tại Đại học bang Washington. Trước khi trở về Vườn thực vật New York, nơi ông đã làm việc cho tới cuối đời, ông từng là một nhà thực vật học tại Bruxelles nhờ Chương trình viện trợ nước ngoài của Mỹ từ 1951 tới 1952. Ông mất vì trụy tim vào ngày 22 tháng 3 năm 1992 khi đang nghiên cứu các mẫu vật của chi Mentzelia tại vườn ươm cây Đại học Brigham Young.

### Phát triển hệ thống Cronquist
Khi Cronquist 35 tuổi, ông bắt đầu đặt câu hỏi về tính hữu dụng của hệ thống phân loại do Adolf Engler & Karl Prantl đề xuất, viết trong công trình của họ Die Natürlichen Pflanzenfamilien (Các họ thực vật tự nhiên), từng là hệ thống phân loại ngự trị cho tới cuối thế kỷ 19. Mặc dù Cronquist ban đầu chỉ quan tâm chủ yếu tới họ Asteraceae chứ không phải với các hệ thống chung, nhưng ông đã bắt đầu công bố về chủ đề này vào năm 1957 sau nhiều thảo luận với các chuyên gia đương thời liên quan tới thách thức trong việc tạo ra một hệ thống phân loại mới. Vào thời gian khi ông bắt đầu công việc của mình về sơ đồ phân loại tổng quát, một vài chuyên gia khác cũng làm những công việc với mục đích tương tự, bao gồm các nhà khoa học người Mỹ Robert F. Thorne (Hệ thống Thorne), Rolf Dahlgren (Hệ thống Dahlgren) người Đan Mạch và Armen Takhtajan tại Liên Xô. Tất cả họ cuối cùng đều đưa ra các sơ đồ phân loại của chính mình, nhưng hệ thống của Cronquist có lẽ là hệ thống được áp dụng nhiều hơn cả. Khi đang thực hiện dự án của mình trong thập niên 1960, Cronquist trở thành người bạn thân thiết của Takhtajan và cả hai đều sẵn sàng cung cấp cho nhau thông tin của mình khi bên kia đề nghị. Ở đầu này, Cronquist quyết định học tiếng Nga nhằm có thể truy cập vào các tài liệu khoa học mà Liên Xô có được, mà phần lớn khi đó là không được biết tới đối với phần còn lại của thế giới. Ông đã tới Liên Xô vài lần để gặp Takhtajan và các nhà thực vật học Liên Xô khác và đã dịch nhiều tác phẩm về thực vật học từ tiếng Nga sang tiếng Anh trong suốt cuộc đời mình.
Ông công bố miêu tả tổng quan phân loại ở quy mô lớn đầu tiên của mình năm 1960, tiếp theo là tác phẩm The Evolution and Classification of Flowering Plants (Tiến hóa và phân loại thực vật có hoa) năm 1968 với ấn bản bổ sung và sửa đổi lần thứ hai năm 1988. Tác phẩm này cũng là sự khái quát hóa về các thực tiễn của thực vật học hệ thống. Năm 1981 ông công bố tác phẩm bước ngoặt của mình, An Integrated System of Classification of Flowering Plants (Hệ thống hợp nhất phân loại thực vật có hoa). Công trình này phân chia thực vật có hoa ra thành 2 lớp với một loạt các phân lớp và dưới đó là tới mức các họ, với mỗi đơn vị phân loại đều được định nghĩa và miêu tả. Hệ thống của ông được một số dự án lớn về hệ thực vật có hoa chấp nhận, bao gồm Jepson Manual (Cẩm nang Jepson) (1993), Flora of North America (Quần thực vật Bắc Mỹ), Flora of China (Quần thực vật Trung Hoa), Flora of Australia (Quần thực vật Australia) và tất nhiên cả Manual of the Vascular Plants (Cẩm nang thực vật có mạch) của Gleason và Cronquist, công bố năm 1991.

## Tác phẩm
Arthur Cronquist có lẽ được nhắc tới nhiều nhất vì công trình của ông đã tạo ra hệ thống Cronquist, được đề cập tới trong:
- Cronquist, Arthur. (1957). Outline of a new system of families and orders of dicotyledons. Bull. Jard. Bot. Etat Brux. 27: 13–40.
- Cronquist, Arthur (tháng 10 năm 1960). "The divisions and classes of plants". The Botanical Review. Quyển 26 số 4. tr. 425–482. doi:10.1007/BF02940572.
- Cronquist, Arthur (tháng 9 năm 1965). "The Status of the General System of Classification of Flowering Plants". Annals of the Missouri Botanical Garden. Quyển 52 số 3. tr. 281–303. doi:10.2307/2394794. JSTOR 2394794.
- Cronquist, Arthur; Takhtajan, Armen; Zimmermann, Walter (tháng 4 năm 1966). "On the Higher Taxa of Embryobionta". Taxon. Quyển 15 số 4. tr. 129–134. doi:10.2307/1217531. JSTOR 1217531.
- Cronquist, Arthur (1981). An integrated system of classification of flowering plants. New York: Columbia University Press. ISBN 978-0-231-03880-5.
- Cronquist, Arthur (1968). The evolution and classification of flowering plants (ấn bản thứ 1). London: Nelson.
- Cronquist, Arthur (1988) [1968]. The evolution and classification of flowering plants (ấn bản thứ 2). Bronx, N.Y., USA: New York Botanical Garden. ISBN 9780893273323.